# 이병삼
이병삼(李炳三) 박사는
대한민국의 한의사이자 한의학 박사로,
서울 강서구에 위치한 이병삼경희한의원의 대표원장이다.
그는 한의학적 진료, 연구, 교육, 대중 강연 등
다양한 분야에서 활발히 활동하고 있다.

## 이력
- (현) 이병삼경희한의원 원장(2016.7.17~ 현재)
- 서울대 수학과 졸업. 경희대학교 한의학과 학사 석사 박사.
- (구)강서구 서울경희한의원 원장(2002.11~2016.07.16)
- (전) 서강대학교 교수. 2010년부터 2018년까지 '건강과한의학′ , '사상의학의 이해' 강의. 2015년 서강대학교 교양명강의 선정,
- (전) 원광디지털대학교 교수 "사상체질과 약선특론" 강의,
- (전)원음방송 한방 Talk 건강상담소 생방송 진행
- 이병삼경희한의원 네이버로 진료예약하기
- 이병삼경희한의원 위치정보 자세히 보기

## 학력
- 상산고등학교 졸업
- 서울대학교 자연과학대학 수학과 학사
- 경희대학교 한의과대학 한의학과 학사
- 경희대학교 대학원 한의학 석사
- 경희대학교 대학원 한의학 박사

## 저서
- 《난임타파》
- 《체질을 아셔야 합니다》
- 《내 체질 사용 설명서》
- 《체질에 따른 건강법》

- 대한민국 한의사 이병삼박사 프로필
- 이병삼박사 유튜브 삼이형
- 이병삼박사 블로그
- 이병삼경희한의원 임신성공사례 보기

☆ 이병삼박사 전문 진료 및 연구 분야
사상체질의학(개인별 체질에 맞춘 진단 및 치료)
난임, 불임, 산후풍, 자궁근종, 난소낭종 등 여성질환의 한방 비수술 치료
체질에 따른 식이요법, 섭생 지도
한의학적 건강관리 및 예방의학
☆ 이병삼박사 저서 및 미디어 활동
《난임타파》
《체질을 아셔야 합니다》
《내 체질 사용 설명서》
《체질에 따른 건강법》 등 저술
한방건강TV, 원음방송 등에서 한의학 관련 강의 및 건강상담 방송 출연
유튜브 '삼이형'  등 다양한 매체에서 건강 정보 제공
☆ 이병삼박사 수상 및 공로
2019 임산부의 날 보건복지부장관 표창
2015 대한민국 신지식인 선정
2007 서울시 강서구 '올해의 보건의료인' 수상

☆ 이병삼박사 진료 철학 및 특징
이병삼 박사는 환자의 체질(사상체질)에 맞춘 맞춤형 한방치료를 강조하며,
음식과 약의 근원이 같다는 '식약동원' 원칙을 중시한다.
그는 "음식으로 고치지 못하는 병은 약으로도 고치지 못한다"는 신념 아래,
체질 분석을 통한 한약 투여, 식이요법, 생활습관 개선을 지도한다.
특히 난임, 여성질환, 만성질환 등에서 한의학의 역할을 강조하며,
환자 개개인의 차이를 존중하는 진료를 실천하고 있다.
이병삼 박사는 한의학의 체질의학적 접근, 여성질환 및 난임 치료,
그리고 대중 건강 교육에 있어 두드러진 활동을 하고 있는 전문가로 평가받는다
이병삼 박사(한의사)는 여성질환 중
특히 자궁근종, 난임(불임), 산후풍, 자궁내막증, 난소낭종 등
다양한 여성질환의 한방 비수술 치료로 알려져 있다.
그의 치료법의 가장 큰 특징은 환자의 체질(사상체질)에 맞춘
맞춤형 한방치료와 식이요법을 결합한다는 점이다.
- 자궁근종: 이병삼 박사는 자궁근종 등 여성질환에 대해 수술이나 호르몬 치료 대신,
한약 치료와 체질에 맞는 식이요법, 생활습관 개선 등 비수술적 한방 치료법을 중점적으로 시행한다.
이는 자궁을 보존하면서 증상 완화와 재발 방지, 임신 가능성 유지에 초점을 둔다.
- 난임·불임: 난임의 경우에도 체질 진단을 바탕으로 한약과 식이, 생활습관 교정을 통해
임신 확률을 높이는 한방 치료를 시행하며,
실제로 서울시 25개구 중에 최초로 강서구에서 한의약난임치료 지원에 대한 조례를 제정하고
자체 예산을 편성하여 저출생 고령화사회에서 난임부부들에게 실질적인 도움이 되는
한방 난임치료 지원 사업을 만들고 수행하는 것에 사업단장으로 주도적으로 참여해왔다.
- 자궁내막증, 난소낭종, 산후풍: 체질별로 원인을 분석해 한의학적 처방과 식이요법을 적용하여,
수술이나 호르몬제 사용 없이 증상 개선을 추구한다.
이병삼 박사의 치료법은 "음식으로 고치지 못하는 병은 약으로도 고치지 못한다"는 한의학 원리에 기반해,
체질별 맞춤 한약과 식이요법, 생활습관 개선을 통해 여성질환을 근본적으로 치료하고 재발을 방지하는 데 중점을 둔다.
이러한 접근은 자궁근종, 난임 등에서 수술이나 호르몬 치료를 꺼리는 환자들에게 특히 주목받고 있다.
☆ 이병삼 박사의 사상체질의학 접목이 환자에게 주는 도움
1) 맞춤형 진단과 치료
이병삼 박사는 사상체질의학을 기반으로 환자의 체질(태양인, 태음인, 소양인, 소음인)에 따라
질병의 원인과 치료법이 달라져야 한다고 강조한다.
같은 질환이라도 체질별로 발병 원인, 증상, 치료법이 다르기 때문에,
환자 개개인에 맞는 한약, 식이요법, 생활습관 교정 등 맞춤형 치료를 제공한다.
이로 인해 치료 효과가 높고, 환자에게 신뢰감과 안정감을 준다.
2) 질병의 근본 원인 해결
사상체질의학은 단순히 증상만을 치료하는 것이 아니라,
각 체질의 생리적 불균형을 바로잡아 질병의 근본 원인을 해결하는 데 초점을 둔다.
예를 들어, 소음인 여성질환의 경우 하복부를 따뜻하게 해
혈액순환 장애를 개선하는 등 체질별로 접근법이 다르다.
3) 예방과 재발 방지
체질에 맞는 생활 관리와 식이요법을 꾸준히 실천하면 질병의 예방과 재발 방지에도 효과적이다.
증상이 사라진 뒤에도 체질에 맞는 생활관리를 통해 건강을 유지할 수 있도록 돕는다.
4) 난치성·만성질환에 효과적
사상체질의학은 특히 여러 증상이 복합적으로 나타나거나,
만성적으로 반복되는 질환, 기존 치료에 반응이 없는 난치성 질환에 효과적이다.
체질 분석을 통해 보다 정밀하게 치료법을 적용할 수 있기 때문이다.
5) 환자 중심의 전인적 접근
이병삼 박사는 증상만 보는 것이 아니라 환자 전체, 즉 몸과 마음의 특성까지 고려해 진료한다.
이를 통해 환자의 삶의 질 전반을 향상시키는 데 기여한다.
“체질에 따라 병과 원인이 달라 예방·치료법도 사람마다 달라야 한다.”
— 이병삼 박사
요약하면, 이병삼 박사의 사상체질의학 접목은 환자 개개인에 최적화된 진단과 치료,
근본 원인 해결, 예방과 재발 방지, 난치성 질환 치료, 전인적 건강관리 등
다양한 측면에서 환자에게 실질적인 도움을 준다.
☆  체질별 맞춤 치료가 기존 치료법보다 빠른 효과를 내는 이유는 다음과 같다.
1) 개인별 특성에 최적화된 치료
사상체질의학은 환자의 체질(태음인, 태양인, 소음인, 소양인)별로
신체적·심리적 특성을 세밀하게 진단한 뒤,
각 체질에 맞는 한약, 침, 식이요법 등을 적용한다.
같은 질환이라도 체질에 따라 발병 원인과 증상, 필요한 치료가 다르기 때문에,
환자에게 가장 적합한 치료법을 신속하게 제공할 수 있다.
2) 불균형 해소로 근본적 접근
체질별로 강하거나 약한 장부의 기능 불균형을 바로잡아
신체 전체의 조화와 면역력을 회복시키는 데 초점을 둔다.
부족한 에너지를 보충하거나 과도한 기능을 조절함으로써, 증상 개선이 빠르게 나타날 수 있다.
3) 복합 증상 및 만성 질환에 효과적
여러 증상이 동시에 나타나거나, 기존 치료로 잘 낫지 않는 만성·난치성 질환의 경우,
체질별 맞춤 치료가 원인에 집중해 치료하기 때문에 기존의 획일적 치료보다 효과가 빠르다.
4) 생활습관·식이까지 통합 관리
단순히 약물치료에 그치지 않고, 체질에 맞는 식이요법과
생활습관 교정까지 함께 시행해 치료 효과를 극대화한다.
이는 질병의 재발 방지와 건강 회복 속도를 높인다.
요약하면, 체질별 맞춤 치료는 환자 개인의 특성과 원인에 집중해 치료하기 때문에,
불필요한 시행착오를 줄이고 빠른 효과를 기대할 수 있다.
☆ 기타 활동
1) 한의학 대중화 및 건강 강연, 칼럼 기고, 유튜브 등 다양한 채널을 통한 건강 정보 제공
2) 지역사회와 협력하여 한방 난임치료 지원 사업 참여
☆  이병삼 박사의 한의학 - 서양의학 통합치료 효과 요약
1. 병행 치료의 핵심 효과
- 상호 보완적 시너지
한의학: 체질 개선, 면역력 강화, 전신 건강 회복
서양의학: 질병의 국소적 치료, 증상 완화
각각의 한계를 보완하여 더 온전하고 효과적인 치료 제공
2. 구체적 치료 이점
- 부작용 완화
항암치료 부작용 감소 (백혈구 수치 향상, 모발 탈락 감소, 식사 상태 개선)
수술 및 방사선 치료 후 회복 촉진
오심, 구토, 체력 저하 등 부작용 완화
- 면역력 강화
면역세포 활성화 (NK세포, T세포 등)
암의 전이와 재발 억제
자연치유력 회복 및 전신 기능 강화
3. 특정 질환별 효과
- 암 치료
생존율 향상: 병행 치료 시 전체 생존기간 유의하게 연장
부작용 완화: 항암치료로 인한 조직·장기 손상 회복
면역력 증진: 치료 중 면역력 유지 및 재발 방지
삶의 질 개선: 치료 기간 중 신체적 부담 감소
- 난임 치료
임신 성공률 증가: 병행 치료 시 8~12% 성공률 향상
호르몬 조절: 자궁과 난소 혈류 증진, 착상 환경 개선
스트레스 완화: 심리적 부담 감소 및 전신 건강 증진
4. 통합 의료의 장점
환자 중심 관리
체질, 생활습관, 심신 상태를 고려한 맞춤형 치료
질병의 근본 원인과 배경까지 포괄적 관리
경제적 부담 감소
장기적 건강 관리
재발 방지 및 예방 중심 관리
생활습관 개선을 통한 지속적 건강 유지
만성질환 및 난치성 질환의 종합적 접근
5. 임상 근거
- 국내외 연구 결과
간암, 위암 환자 대상 임상연구에서 한방 병행 치료군이 더 좋은 결과
일본 등에서 방사선 치료 시 한약 병행 처방 활용
다양한 보완대체요법의 과학적 검증 사례 축적
[종합]
이병삼 박사는 한의학과 서양의학의 통합 치료가 각각의 한계를 극복하고,
특히 암, 난임, 만성질환 등 복합적이고 장기적인 관리가 필요한 질환에서 가장 효과적이라고 강조합니다. 이러한 융합 의료는 치료 효과 극대화, 부작용 완화, 삶의 질 향상, 재발 방지 등 환자에게 종합적인 이익을 제공한다고 평가됩니다.